# 新西兰外交贸易部
新西兰外交贸易部（英語：Ministry of Foreign Affairs and Trade，简称MFAT）是新西兰的公共服务部门，负责就外交和贸易政策向政府提供建议，并促进新西兰在国际关系和贸易中的利益。

## 历史
外交贸易部前身是1943年6月11日通过议会法案成立的对外事务部（Department of External Affairs），这是新西兰决定自行处理对外关系的需求，新西兰的邻国澳大利亚自1921年以来就拥有自己的对外事务部。此前，新西兰的海外利益由英国代表，1942年至1944年，新西兰在美国、苏联、加拿大、澳大利亚建立了外交使团。同澳大利亚、加拿大一样，该机构命名为外部事务（External Affairs）而非外交事务，以尊重英国政府代表大英帝国及后来的英联邦执行外交政策的责任。
1969年开始，该部门改名为外交事务部，1988年至1993年期间，改名为对外关系与贸易部。

## 职能
新西兰外交贸易部在联合国、WTO等国际组织中代表新西兰的利益。外交贸易部曾与其他部门赞助新西兰战略研究中心，后者现在是惠灵顿维多利亚大学的一部分。

### 新西兰国际开发署
新西兰国际开发署是外交贸易部内的一个半自治机构，是太平洋地区援助的主要提供者之一。